# فوجه‌کندی
فوجه‌کندی یکی از روستاهای استان آذربایجان شرقی است که در دهستان چاراویماق جنوب غربی بخش مرکزی شهرستان چاراویماق واقع شده‌است.این روستا ۱۶۳ نفر جمعیت دارد.